# Casa de Custódia de Taubaté
O Hospital de Custódia de Taubaté, também conhecido como Casa de Custódia de Taubaté, é uma unidade prisional localizada no estado brasileiro de São Paulo.
Atualmente a Casa de Custódia recebe exclusivamente sentenciados a cumprir medida de segurança de tratamento em regime fechado.

## História
A unidade iniciou sua história como Instituto Correcional de Taubaté em 1914 e inicialmente, recebeu presos transferidos da Ilha dos Porcos, hoje conhecida como Ilha Anchieta.
Em 1934, passou a chamar-se "Instituto Disciplinar e Escola Profissional para Menores" e foi destinado para abrigo e educação de menores. Entre 24 de dezembro de 1935 e 31 de dezembro de 1938 denominou-se "Reformatório Profissional de Taubaté para Menores", e entre 1º de janeiro de 1939 e 31 de dezembro de 1939 denominou-se "Instituto de Menores de Taubaté".
A Seção Agrícola da Penitenciária do Estado foi criada pelo decreto estadual nº 10.647, de 30 de outubro de 1939, pela Interventoria Federal Ademar de Barros, tendo como secretário de justiça e da segurança pública o Dr. José de Moura Rezende e como diretor geral da Penitenciária do Estado o Dr. Acácio Nogueira. Este indicou o nome de João da Silva Veloso para o cargo de administrador geral da Seção Agrícola da Penitenciária de Taubaté, o qual assumiu em 1º de março de 1940. Em 3 de julho de 1940 com a presença de Adhemar Pereira de Barros instala-se oficialmente em Taubaté a Seção da Penitenciária Agrícola do Estado.
O Decreto-lei Estadual no. 25.652, de 22 de março de 1956, alterou a denominação da Seção Agrícola em Casa de Custódia e Tratamento de Taubaté - CCTT. Neste Decreto-lei também foi criado no município de Tremembé o Instituto de Reeducação de Tremembé - IRT, anteriormente denominada de Fazenda Modelo e atualmente conhecida como Penitenciária Dr. José Augusto Salgado - Tremembé II, conhecida por ser unidade que recebe presos que estão sob ameaça ou porque tem ensino superior.
Oficializada pelo Decreto-lei 25.652/1956 foi instalada no governo de Jânio Quadros, tendo o Dr. Tarcizo Leonce Pinheiro Cintra como seu primeiro diretor. A Casa de Custódia de Taubaté iniciou seu funcionamento sendo um presídio-hospital de caráter manicomial, com dominância de atuação médico-psiquiátrica visando o aspecto preventivo da criminalidade. Nessa época recebeu presos remanescentes, transferidos do motim ocorrido na Ilha de Anchieta.
Em 28 de junho de 2002, a Lei nº 11169 alterou a denominação da Unidade Prisional para chamar-se «Hospital de Custódia e Tratamento Psiquiátrico Dr. Arnaldo Amado Ferreira».
O Centro de Readaptação Penitenciária, uma construção anexa à Casa de Custódia, foi inaugurado no dia 15 de junho de 1985, no Governo Franco Montoro, destinado a abrigar presos de alta periculosidade e aqueles que pela prática de falta disciplinar grave assumiam a conduta incompatível com o processo reeducativo, conhecido como Regime Disciplinar Diferenciado (RDD). No momento, não há mais presos sob esse regime na unidade.

## Presos Notórios
- Ronis de Oliveira Bastos - Serial killer de Itaquaquecetuba.[3]
- Fortunato Botton Neto - Maníaco Do Trianon.
- Florsivaldo De Oliveira - Cabo Bruno. [4]
- João Acácio Pereira Da Costa - Bandido Da Luz Vermelha.
- Francisco Da Costa Rocha - Chico Picadinho.
- Sônia Aparecida Rossi - Maria Do Pó [5]
- José Marcio Felício - Geleião.
- Marcos William Herbas Camacho - Marcola.
- Pedro Rodrigues Filho - Pedrinho Matador.
- César Augusto Roris da Silva - Cesinha.
- Francisco De Assis Pereira - Maníaco Do Parque.
- Idemir Carlos Ambrósio - Sombra. [6]
- Mizael Aparecido Alves - Mizael [7]